# Narciso de Ametller
Narciso de Ameller y Cabrera (Bañolas, c. 1810-Bañolas, 1877) fue un militar, político, guitarrista y compositor español.

## Biografía
Nació el 10 de abril de 1810 en la localidad gerundense de Bañolas. Como político fue diputado en varias ocasiones durante el reinado de Isabel II, entre ellas en las Cortes constituyentes de 1854,además de senador por la provincia de Lérida durante el Sexenio Democrático. Militar, guitarrista, literato y compositor, fue autor de la letra y música de la ópera en tres actos titulada El guerrillero. El 3 de junio de 1863 tuvo lugar en su casa madrileña una reunión de los artistas y aficionados a la música de la ciudad. Presidente del Casino de Madrid en 1865, falleció el 21 de noviembre de 1877 en Bañolas.